# Juan Manuel Carrizo
Juan Manuel Carrizo (La Rioja, Argentina, 24 de octubre de 1940 – Buenos Aires, ibidem, desaparecido 28 de mayo de 1976) fue un contador público y guerrillero que usaba los nombres de guerra de El Manco, El Legendario, El Flaco, Capitán Francisco y militaba en el Ejército Revolucionario del Pueblo.

## Actividad política
Estudió  en la Facultad de Ciencias Económicas de la Universidad Nacional de Tucumán donde se recibió de contador público. Era amigo de Mario Roberto Santucho y juntos fundaron en esa casa de estudios el Movimiento Independiente de Ciencias Económicas como agrupación estudiantil con una impronta latinoamericanista que fuera alternativa de las corrientes reformistas y humanistas y se conectara con el movimiento obrero local. El MIECE triunfó en las elecciones de 1959, ganando el Centro de Estudiantes y consagrando a Mario Roberto Santucho como delegado estudiantil al Consejo Tripartito.
Hacia 1962 recibió instrucción militar en Cuba junto a otros compatriotas. Apasionado por la historia argentina, especialmente la de la guerra de la independencia y las guerras civiles, su ideología se encontraba entre el peronismo y el nacionalismo de izquierda. Trabajó como contador del sindicato de trabajadores del Ingenio San José, donde se vinculó la organización trotskista Palabra Obrera, cuya política estaba orientada, básicamente, hacia la lucha sindical (para lo cual practicaban el entrismo, siguiendo una tesis de Trotski, según la cual debían infiltrarse en los sindicatos dominados por el peronismo para ir ganando, gradualmente, a las masas para el Socialismo); estaba liderada por Hugo Bressano (más conocido por su seudónimo Nahuel Moreno), antiguo discípulo de Liborio Justo. 

## Creación del PRT
Entre 1964 y 1965 Palabra Obrera se vincula con el Frente Revolucionario Indoamericano Popular (FRIP) liderado por Mario Roberto Santucho y el 25 de mayo de 1965 se unifican, fundándose así el Partido Revolucionario de los Trabajadores (PRT) que, luego de varias disputas internas, se define como marxista-leninista y establece como objetivo inmediato, realizar acciones en apoyo a la resistencia de los trabajadores azucareros en Tucumán. Carrizo participó  en enero de 1967 de las movilizaciones de la Federación Obrera de Trabajadores Azucareros ( FOTIA ) contra los cupos de producción y el cierre de ingenios y desde entonces adhierió a la idea de Santucho acerca del establecimiento de una guerrilla rural.
Nahuel Moreno y sus seguidores abandonan la organización, debido a su firme oposición a la adopción del foquismo como estrategia que se iba imponiendo en el seno del PRT. Fuera del PRT, en un principio, la fracción morenista se llamó "PRT-La Verdad", mientras que la fracción liderada por Santucho se denominó "PRT-El Combatiente". Transcurrido un tiempo, Nahuel Moreno fundó junto a otros dirigentes socialistas el Partido Socialista de los Trabajadores (PST).
Entre tanto, la fracción El Combatiente realizó en febrero de 1968 el IV Congreso, donde se impone la lucha armada como estrategia central para tomar el poder. Las tesis más relevantes del Congreso se publicaron en el documento El único camino hasta el poder obrero y el socialismo ( El librito rojo, como lo llamó la militancia). Carrizo por ese entonces era un dirigente de primera línea del partido en Tucumán.

## Creación del ERP
En febrero de 1970 Carrizo fracasó en el intento de liberar a Santucho, preso en la cárcel de Villa Quinteros de Tucumán. Posteriormente Santucho se fugó de la cárcel de Villa Urquiza, en Tucumán, y se convocó a un nuevo congreso del PRT para el 29 y 30 de julio en una isla del Delta del Paraná. En ese V Congreso, donde participan Mario Roberto Santucho, Ana María Villarreal (su esposa), Luis Pujals, Enrique Gorriarán Merlo, Benito Urteaga, Domingo Menna, José Joe Baxter, Carlos Molina y Carrizo, entre otros, se fundó un Ejército, "brazo armado de la clase obrera y el pueblo", con el nombre de Ejército Revolucionario del Pueblo. Carrizo fue elegido para formar parte de la mesa de conducción y se le encomienda que junto con Urteaga y Santucho formen el ERP.
Aunque el ERP no se establece oficialmente como el brazo armado del partido, sus filas están constituidas por todos los militantes del Partido más aquellos combatientes de diferentes capas sociales y disímil extracción política que aceptan pelear por el programa de la organización: este programa se define como antiimperialista y anticapitalista, mientras que el programa del PRT es clara y definidamente socialista. Asimismo el PRT desempeña la función de dirección político-militar del Ejército Revolucionario del Pueblo, con Santucho como uno de sus comandantes, y desde entonces se instaló en Tucumán.
El 16 de noviembre de 1970 Carrizo, que en ese momento trabajaba como jefe de auditores fiscales de la Provincia de Tucumán, dirigió con Urteaga un asalto contra el Banco Comercial del Norte y fue detenido al día siguiente. El PRT-ERP incrementa sus acciones armadas y es así que en los dos años siguientes fueron detenidos sus principales cuadros, incluidos Santucho, Gorriarán Merlo, Ulla y Toschi. El 6 de septiembre de 1971 participa con otros guerrilleros presos en el copamiento de la Cárcel de Villa Urquiza en el que son asesinados 5 guardiacárceles. Huyen 14 guerrilleros, algunos de los cuales fueron luego recapturados, no así Carrizo y Urteaga.
Hacia fines de 1971, de los miembros del buró político del PRT elegido en el V Congreso, Pujals está desaparecido y los demás, salvo Carrizo, que para entonces era el 2° jefe militar del ERP y otro integrante, están presos. Poco dura en esa situación pues a mediados de 1972 fue nuevamente detenido hasta que es liberado el 25 de mayo de 1973 por la amnistía del nuevo gobierno encabezado por Héctor J. Cámpora. 

## Acciones durante el gobierno constitucional
Ya con Perón en la Presidencia, a la medianoche del 19 de enero de 1974, con el objeto de robar armamento, la guarnición militar de la ciudad de Azul, en el centro-este de la provincia de Buenos Aires, fue atacada por un grupo de entre cien y ciento veinte guerrilleros de la compañía "Héroes de Trelew" del Ejército Revolucionario del Pueblo, a las órdenes de Mario Roberto Santucho, Enrique Gorriarán Merlo y Hugo Irurzun. La operación fracasó y Gorriarán Merlo fue separado de su cargo, quedando Carrizo al frente del ERP.
Todos los partidos políticos, incluyendo los aliados del ERP repudian esa acción y el 25 del mismo mes la Cámara de Diputados aprobó una reforma del Código Penal agravando las penas para ciertos delitos, incluido los vinculados a la guerrilla como tenencia de armas y secuestro. Los lopezrreguistas ganan influencia en el gobierno, en varias provincias –incluida la de Buenos Aires- los gobernadores renuncian o son removidos y las acciones terroristas de la derecha peronista a través de la Triple-A recrudecen.
El 30 de mayo de 1974 a las 20:00 la Compañía Ramón Rosa Jiménez del ERP realizó una toma por varias horas de la localidad de Acheral (Provincia de Tucumán), haciendo así la presentación pública de la Compañía.
El 13 de abril de 1975 Carrizo dirigió un ataque a la Fábrica de Armas Fray Luis Beltrán ubicada en San Lorenzo en la provincia de Santa Fe de la que logra sustraer armamento. 
El 23 de diciembre de 1975 el PRT-ERP intenta, lo que hubiera sido el golpe más importante de la guerrilla en la Argentina y en América, de una acción urbana, el intento de copamiento del Batallón 601 Depósito de Arsenales del Ejército "Domingo Viejobueno" ubicado en la localidad de Monte Chingolo, conurbano sur de Buenos Aires y Carrizo fue el responsable de los enlaces. El Ejército suponía de la operación, por medio de un infiltrado en el ERP, por lo que las defensas y las condiciones para reprimir estaban perfectamente organizadas. En el ataque sufrió una gran cantidad de bajas aunque logró tomar la mitad de dicho cuartel, y aislarlo por un tiempo (la mayor cantidad de todas las batallas del período), y prácticamente demolió la moral de todas las fuerzas revolucionarias, en general, y del PRT en particular, pues la operación había sido caracterizada como decisiva para la resistencia al futuro golpe militar.

## Reunión frustrada en La Pastoril y desaparición posterior
El 28 de marzo de 1976 comenzó a funcionar, convocado por Santucho para impulsar una reorganización, una reunión del Comité Central del ERP a la que concurrieron 28 miembros de ese cuerpo y 21 entre invitados de la Junta Coordinadora Revolucionaria JCR, personal de logística, de Inteligencia, de servicios y la escuadra de defensa. La reunión se hacía en una casaquinta de la localidad de Moreno llamada La Pastoril, en la Provincia de Buenos Aires, y al día siguiente alertados por vecinos alarmados por el movimiento de vehículos que era inusual en la zona, llegaron tres autos con personal de policía de la Provincia de Buenos Aires, determinando una rápida retirada de los asistentes. En medio de un tiroteo los miembros del Buró Político: Santucho, Arteaga, Menna, Castello, Mattini( Kremer), Carrizo y Merbilhaá huyeron con custodios armados con FAL, luego los invitados de la JCR: Edgardo Enríquez ( MIR, chileno ) que desapareció un mes después, y otros, después el resto del Comité Ejecutivo y finalmente los escribientes, los de logística y la escuadra de contención.
La mayoría huyó en vehículos en distintas direcciones en tanto otros lo hicieron a pie y al tiempo llegó apoyo de helicópteros para la policía; la prensa informó de 12 guerrilleros abatidos, aunque el exintegrante del ERP Gustavo Plis Steremberg dice en un libro que 8 fueron detenidos con vida, cifra que Eduardo Anguita y Martín Caparrós reducen a 5.
El 28 de mayo de 1976 fue detenido por militares en Buenos Aires y desde entonces permanece desaparecido.